# A velencei Cannaregio bejárata
A velencei Cannaregio bejárata Canaletto festménye, amely a londoni National Gallery gyűjteményének része.

## Keletkezése
A kép előterében a Canal Grande és a rajta sikló velencei gondolák, a háttérben a város második legszélesebb vízi útja, a Cannaregio csatorna torkolata látható. A kisebb csatornán az 1580-ban épített Ponte delle Guglie, az Obeliszkek hídja ível át. A hídon emberek haladnak át, más figurák a vízparton tevékenykednek. A városnak ez a negyede a Canareggio, amelyben a rendelkezésre álló földterület szűkössége miatt magas házakat építettek, és ahol a 16. századtól a zsidóknak lakniuk kellett.
Canaletto a drámaibb kompozíció érdekében módosított néhány helyen a valódi látványon. A kép jobb oldalán látható palota, a Palazzo Querini detti Papozze a valóságosnál élesebb szögben hajlik meg, a híd pedig közelebb van. A festő a Canareggio csatornát nyitottabban ábrázolta, hogy rálátást nyisson mindkét oldalára. A bal oldalon, fallal körülvett kertjében áll a San Geremia-templom, amelyet 1753 és 1760 között építettek újjá, valamint 13. századi harangtornya, amely a legrégebbi Velencében. Mögötte áll a szürke homlokzatú Palazzo Labia.
A kép 1734 és 1742 között keletkezhetett, erre utalnak télies színei, például a felhők rózsaszíne. Canaletto az 1730-as években változtatott színein, és ettől kezdve képei hűvösebb árnyalatúak lettek. A windsori királyi gyűjteményben szerepel egy Canaletto-rajz 1734-ből, amelynek kompozíciója megfelel a festménynek, azzal a különbséggel, hogy az előtérben úszó gondolák máshol helyezkednek el. A rajz valószínűleg a művész részletes előtanulmánya a festményhez, mintsem a helyszínen készült gyors vázlat. A kompozíció sikeresnek bizonyult, Canaletto és műhelye számos alkalommal megfestette még. A National Gallery 1879-ben kapta meg a festményt John Henderson brit műgyűjtő hagyatékából.